# Apodytes dimidiata

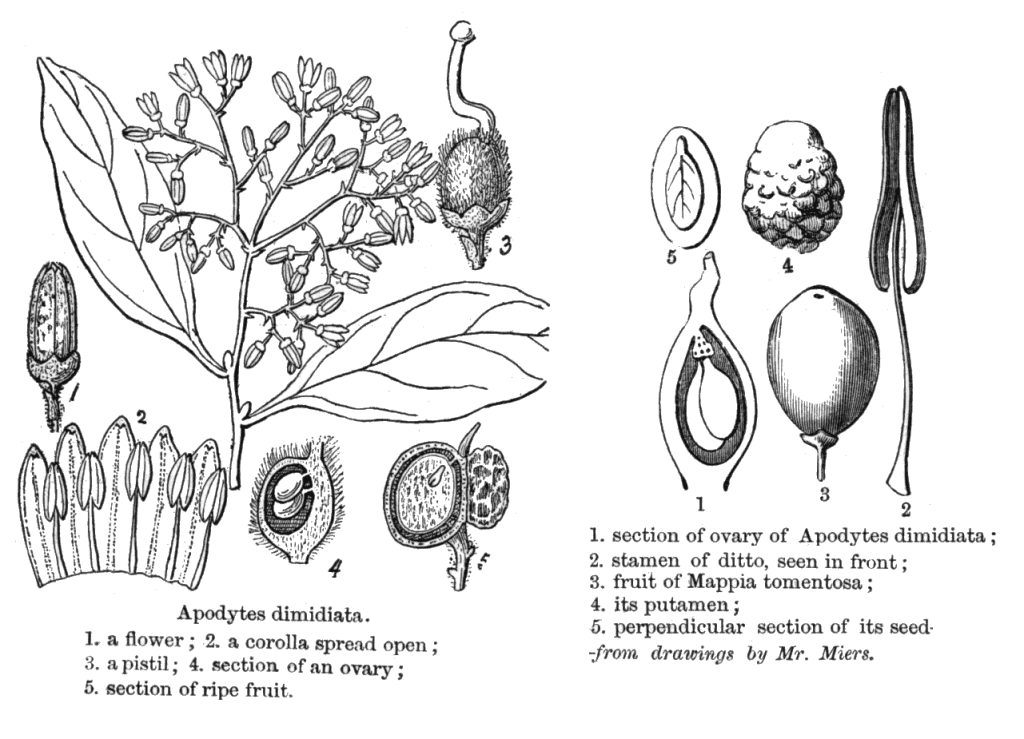
Illustration

Apodytes dimidiata ist eine Pflanzenart in der Familie der Icacinaceae aus Indien, Sri Lanka, Südostasien bis ins südliche China, Madagaskar, Nigeria, Zentral- und Ostafrika, dem Sudan bis nach Südafrika.

## Beschreibung
Apodytes dimidiata wächst als immergrüner, reich verzweigter Strauch oder als Baum bis über 20 Meter hoch. Der Stammdurchmesser erreicht etwa 70 Zentimeter. Die gräuliche bis bräunliche, raue Borke ist in Flicken abblätternd.
Die einfachen Laubblätter sind wechselständig und kurz gestielt. Der rinnige Blattstiel ist bis zu 3 Zentimeter lang. Die dünnledrigen, ganzrandigen, fast kahlen und eiförmigen bis verkehrt-eiförmigen Blätter sind meist spitz bis stumpf oder eingebuchtet und bis zu 15 Zentimeter lang mit meist spitzer bis keilförmiger Basis. Der Blattrand ist öfters knapp umgebogen oder gewellt. Die Nebenblätter fehlen.
Es werden kurze, end- oder achselständige und leicht fein behaarte, reichblütige, lockere Rispen oder Schirmrispen gebildet. Die kleinen, duftenden und kurz gestielten, fünfzähligen Blüten mit doppelter Blütenhülle sind weiß bis cremefarben. Der becherförmige, etwas behaarte und gezähnte Kelch ist nur sehr klein. Die länglichen etwa 5 Millimeter langen und fast freien Kronblätter sind zurückgelegt. Die freien Staubblätter sind relativ kurz mit länglichen Antheren. Der mehr oder weniger behaarte und einkammerige Fruchtknoten ist oberständig, mit griffelseitig, seitlich einer kleinen Schwellung, ein fleischiges Anhängsel, sowie einem knapp seitenständigen, kurzen, dicklichen, konischen Griffel mit kopfiger Narbe.
Es werden bis zu 0,6–1 Zentimeter große, rundliche bis eiförmige oder ellipsoide, seitlich etwas zusammengedrückte, fast kahle bis leicht kurz behaarte, einsamige und schwärzliche Steinfrüchte mit einem großen, roten bis schwärzlichen, fleischigen, wulstigen, zweilappigen Anhängsel und beständigem Kelch und Griffel, seitlich oder am Grund, gebildet.

## Verwendung
Das hellere, recht schwere Holz ist hart und dicht gemasert, aber nicht besonders beständig. Es wird von Waggonbauern und für hochwertige Tischlerarbeiten verwendet.
Es ist bekannt als White pear.

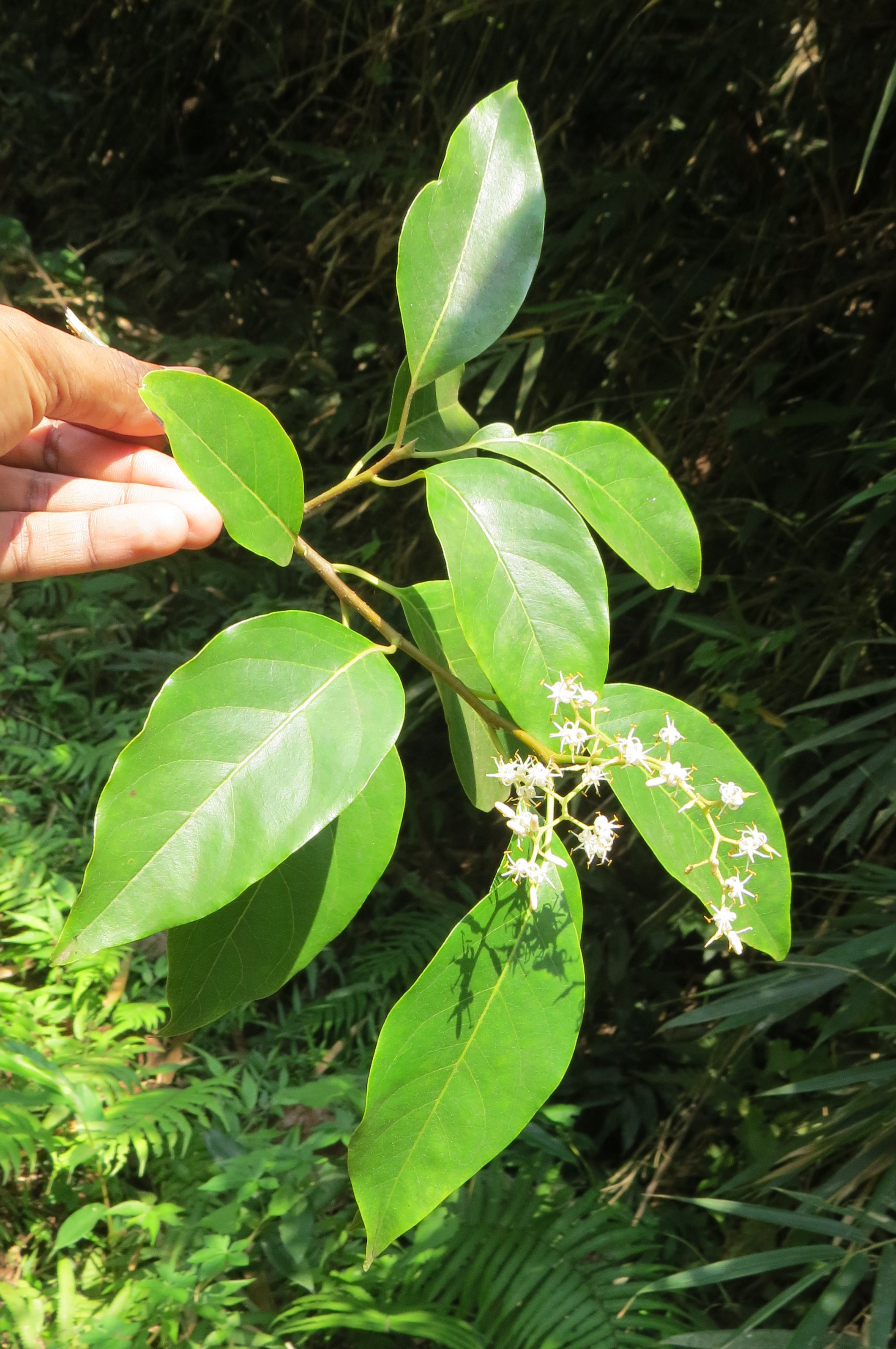
Blätter und Blütenstand
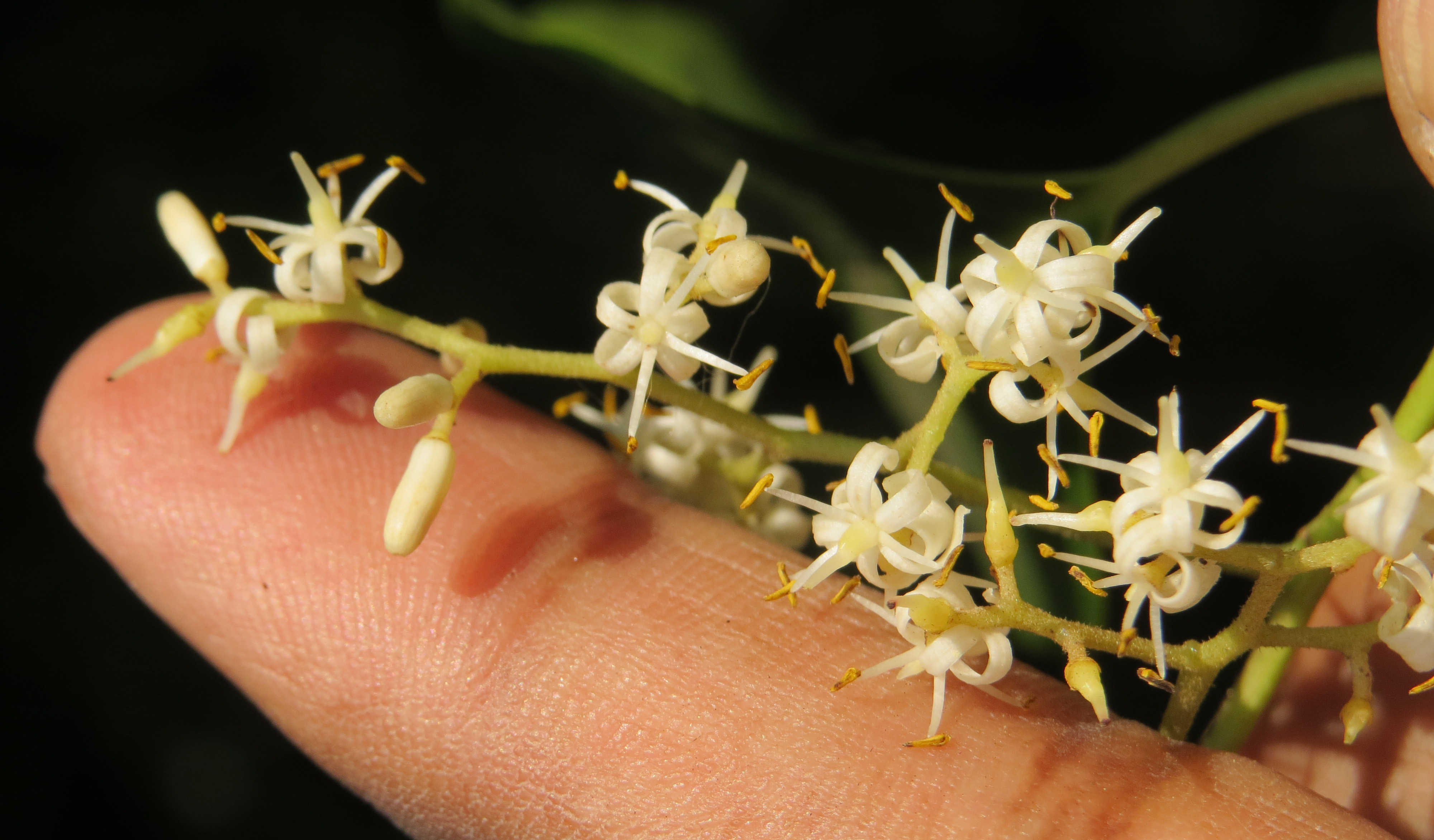
Blüten
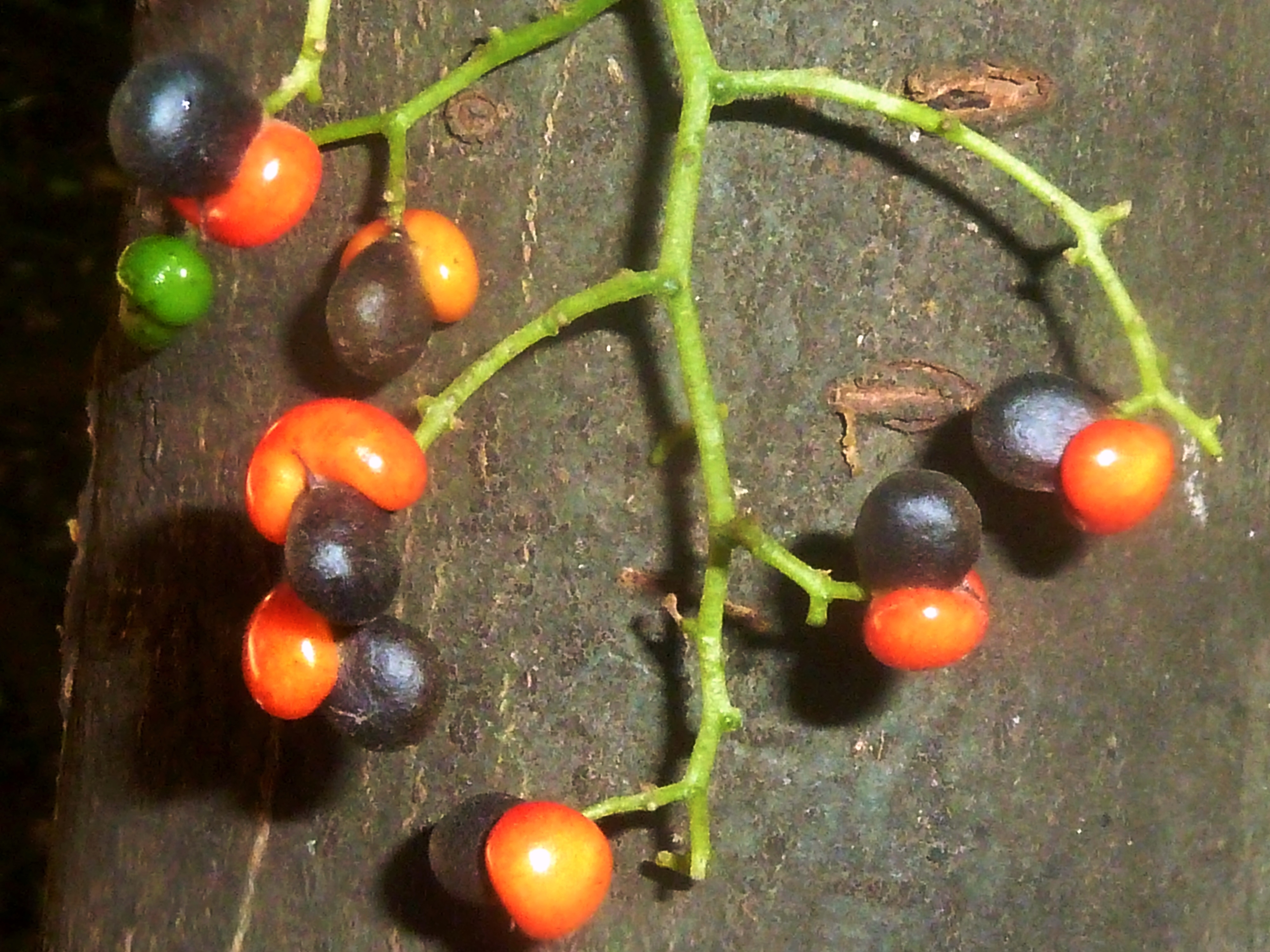
Fruchtstand
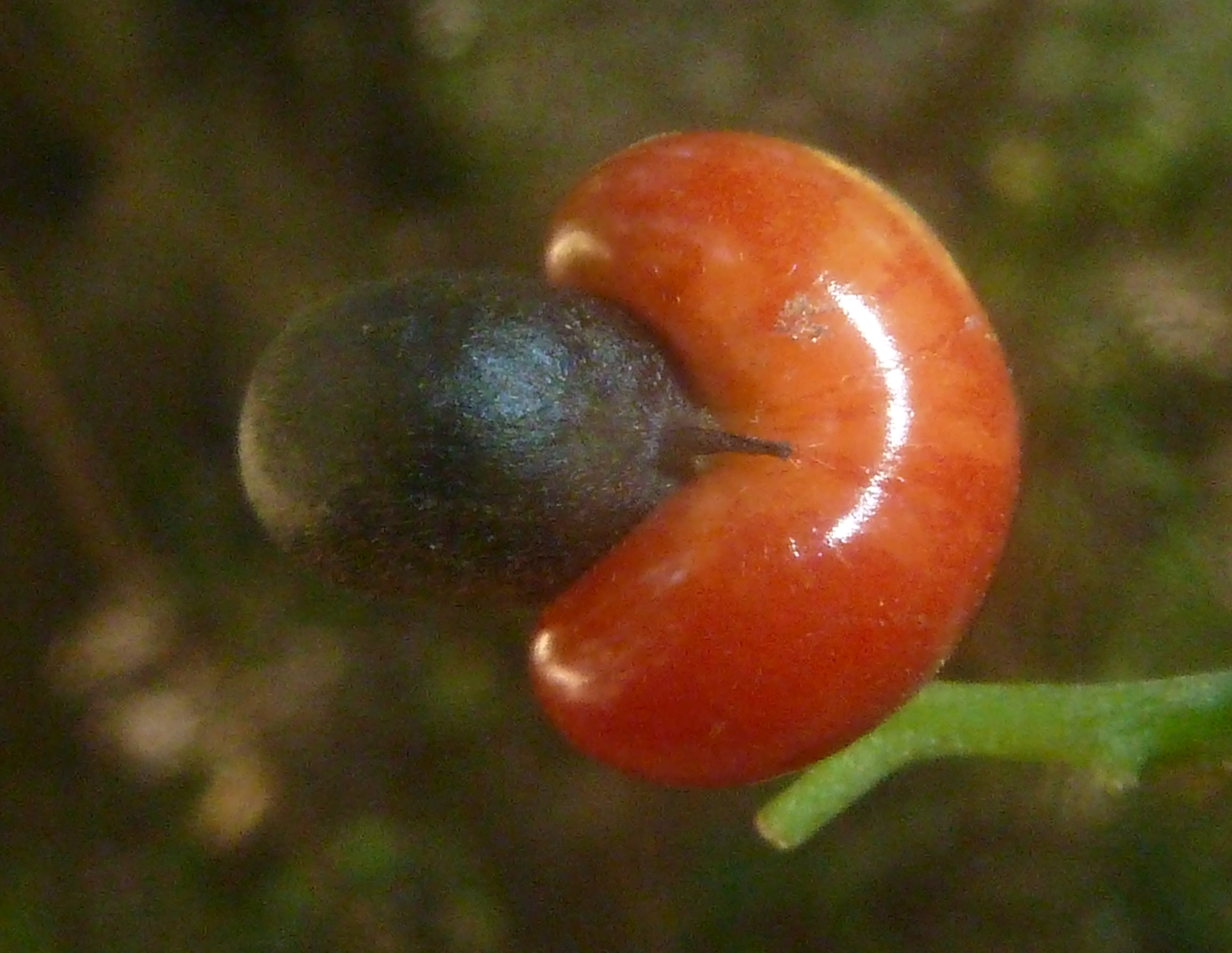
Frucht